# Draba albertina
Draba albertina är en korsblommig växtart som beskrevs av Edward Lee Greene. Draba albertina ingår i släktet drabor, och familjen korsblommiga växter. Inga underarter finns listade i Catalogue of Life.